# Гутьеррес, Рамон
Рамон Гутьеррес (Ramón A. (Arturo) Gutiérrez; род. 19 апреля 1951, Альбукерке, Нью-Мексико) — американский историк, историк культуры колониальной Латинской Америки. Доктор философии (1980). Именной заслуженный сервис-профессор (эмерит) Чикагского университета. Прежде профессор Университета Калифорнии в Сан-Диего. Макартуровский стипендиат (1983).
Окончил Университет Нью-Мексико как бакалавр по истории Латинской Америки (1973).
Докторскую степень по истории получил в Висконсинском университете в Мадисоне, перед чем там же получил степень магистра истории (1975). В 1980-1982 годах ассистент-профессор колледжа Помона. С 1982 года прошел путь от ассистента до профессора в Университете Калифорнии в Сан-Диего, в 1989-1996 годах там заведующий основанной им кафедры. Ныне именной заслуженный сервис-профессор (эмерит) Чикагского университета. Избранный член Американского антикварного общества (1999).
Автор монографий When Jesus Came the Corn Mothers Went Away: Marriage, Sexuality and Power in New Mexico, 1500—1846 (Stanford: Stanford University Press, 1991) и Cuando Jesús llegó, las madres del maíz se fueron: Matrimonio, sexualidad y poder en Nuevo México, 1500—1846 (México: Fondo de la Cultura Económica, 1993).